# The Beginner's Guide
The Beginner's Guide es un videojuego de narrativa interactiva creado por Davey Wreden bajo el estudio Everything Unlimited Ltd. Lanzado para Microsoft Windows, OS X y Linux el 1 de octubre de 2015. The Beginner's Guide es el sucesor espiritual de The Stanley Parable, el anterior título de Wreden de narración interactiva lanzado en el año 2013.
Wreden, tomando el papel del narrador en el juego, lleva al jugador a través de una serie de creaciones de videojuegos incompletos y abstractos realizados por un desarrollador y amigo de Wreden llamado Coda. Wreden incita al jugador a tratar de entender el tipo de persona que Coda es a partir de la exploración de estos espacios.
Wreden ha declarado que el juego está abierto a la interpretación: algunos han visto el juego como un comentario general sobre la naturaleza de la relación entre los desarrolladores de juegos y sus jugadores, mientras que otros lo han tomado como una alegoría a las propias luchas personales de Wreden con el éxito resultante de The Stanley Parable.
Muchos críticos aceptaron de buen grado la narrativa y las preguntas e ideas que planteaba sobre el desarrollo de videojuegos, mientras que otros consideraron que el juego forzaba demasiado algunas de las ideas de Wreden y de forma pretenciosa, resultando en críticas dispares.

## Gameplay
El juego de The Beginner's Guide se presenta en una perspectiva en primera persona que permite al jugador moverse y explorar el entorno e interactuar con algunos elementos del mismo a medida que avanza la narración interactiva de la obra. El jugador escucha los detalles de las distintas escenas que explora a través del narrador, que invita a sacar conclusiones sobre la naturaleza de Coda, el desarrollador de los juegos. Algunas áreas incluyen incluyen rompecabezas y diálogos entre personajes, pero no es posible que el jugador muera dentro del juego, o de que el jugador cometa un error o pierda la partida. La narración ayuda al jugador a superar ciertas partes del juego-espacios que de otro modo serían difíciles o insuperables tal y como están diseñados, como por ejemplo proporcionando un puente para cruzar un laberinto invisible después de que el jugador descubra la dificultad. Una vez que el jugador ha completado un capítulo, puede volver a cualquiera de ellos dentro del juego, así como desactivar la narración (y la ayuda que proporciona) para explorar los espacios por su cuenta. El juego tiene elementos de metaficción.

## Trama
El concepto del juego se basa en un intento de comprender la naturaleza de una persona, en este caso el programador Coda, a partir de la exploración de varios archivos y documentos sin ninguna otra nota o documentación. En el juego, el jugador, ayudado por la narración de Wreden, se da cuenta de que un desarrollador de juegos llamado Coda había conocido a Wreden en la Game jam de 2009. Coda es narrado como una persona enigmática que creó numerosas y extrañas ideas de juego que luego borró o guardó y olvidó. El jugador explora estos juegos, la mayoría de los cuales se desarrollaron parcialmente entre 2008 y 2011, y el jugador, animado por la narración de Wreden, intenta imaginar cómo podría ser la personalidad de Coda, basándose en los espacios de juego abstractos y poco convencionales que creó.The Beginner's Guide se presenta en orden cronológico y presenta muchos de los prototipos de Coda, así como la progresión continua del trabajo de Coda y el posterior aprendizaje del narrador.
Wreden explica que él mismo se inspiró en muchos de los conceptos de los videojuegos de Coda, aportando su propio análisis de los temas que percibió que aparecían en los videojuegos creados por el programador. Sin embargo, Wreden señaló que muchos de sus videojuegos se basaban en el tema del encierro, el aislamiento y la dificultad para comunicarse con los demás. Por ello, los juegos de Coda adquirieron un tono más oscuro y tardaron mucho más en producirse, lo que hizo que el desarrollo de los mismos dejara de ser positivo para Coda. A Wreden le preocupaba que Coda se sintiera deprimido y agobiado por el desarrollo de juegos y se encargó de mostrar algunos de los conceptos de juego de Coda a otras personas para obtener comentarios y animar a Coda a desarrollar más videojuegos. Sin embargo, esto, a su vez, llevó a Coda a la solitud. En algún momento de 2011, Wreden creyó que Coda había dejado de hacer videojuegos, hasta que le enviaron un correo electrónico con un enlace privado que llevaba a un juego de Coda.
Este juego, en marcado contraste con otros que había hecho Coda, incluía puzles casi irresolvibles y una puerta que no se podía abrir dentro del videojuego. Wreden descubrió que, utilizando varias herramientas de programación para romper el juego, la puerta terminaba en una galería con un mensaje de Coda que le pedía explícitamente que no hablara con él ni mostrara sus juegos a otras personas. Los mensajes sugerían que Coda se sentía ofendido porque Wreden confundía sus videojuegos con una señal de lucha emocional. Otra cosa de la que acusaba Coda era que Wreden modificaba sus videojuegos para añadir más simbolismo y esto le traicionaba de alguna manera. Como resultado, Wreden se sintió muy mal por lo que había hecho y reveló que el propósito de The Beginner's Guide era intentar reconectarse con Coda, compartiendo sus juegos con el público en general y esperando disculparse por sus acciones.
El juego termina con un nivel de epílogo en el que Wreden da cuenta de su adicción a la validación social, algo que considera la causa de mostrar los videojuegos de Coda a otras personas.